# Kissidougou (Präfektur)

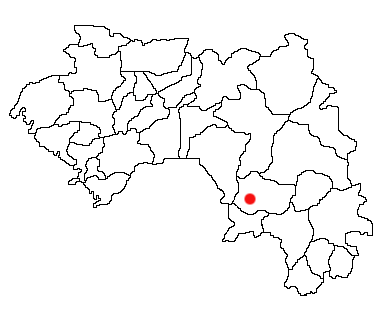
Lage von Stadt und Präfektur Kissidougou in Guinea

Kissidougou ist eine Präfektur in der Region Faranah in Guinea mit etwa 212.000 Einwohnern. Wie alle guineischen Präfekturen ist sie nach ihrer Hauptstadt, Kissidougou, benannt.
Die Präfektur liegt im Süden des Landes und umfasst eine Fläche von 8.872 km².